# Сборная Польши по теннису в Кубке Билли Джин Кинг
Сборная Польши в Кубке Федерации — национальная команда, представляющая Польшу в Кубке Федерации, главном женском теннисном турнире на уровне национальных сборных, проводимом под эгидой Международной федерации тенниса. Лучший результат — выход в четвертьфинал Мировой группы в 1992 году и 2015 годах.

## История команды
Польская команда участвует в турнире с 1966 года и первые 30 лет регулярно играя в мировой группе (лучший результат — четвертьфинал кубка-1992). В 1994 году восточноевропейки впервые вылетели из элитного дивизиона, а годом спустя даже потеряли право играть в группе I зоны Европа/Африка. В 1997 году Польша вернулась в элитную региональную группу и с тех пор регулярно играла в ней: в 1998 году была предпринята попытка вернуться в мировой дивизион, но в плей-офф восточноевропейки крупно уступили сборной Австрии, а семь лет спустя Польша вновь вылетела во вторую региональную лигу, выдав серию из шести поражений подряд. Это падение стало началом перестройки команды. В 2006 году в сборную пригласили сестёр Уршулю и Агнешку Радваньскую — в тот момент одного из лидеров юниорского тенниса, вскоре отвоевавшую себе схожие позиции и во взрослом туре. С ней во главе команда в 2007 году вернулась в группу 1 региональной зоны, а пару лет спустя и пробивается в мировую зону, где, впрочем, задерживается лишь на сезон. По итогам 2013 года команда вышла во II Мировую группу, а через год в I Мировую группу, но уже за следующие два года (в 2016 году выступая без обеих сестёр Радваньских) проделала обратный путь в региональную группу. Новая серия из семи побед подряд в 2019—2022 годах позволила польской команде, где главные роли играли Ига Свёнтек и Магда Линетт, вернуться в финальную стадию Мировой группе, однако там она проиграла обе встречи на групповом этапе.

## Рекорды и статистика
- Самая длинная серия побед — 7 (2006—2007 во II и I Европейско-азиатской группе, включая победы над командами Португалии, Греции, Латвии, Грузии, Люксембурга, Болгарии и Великобритании; 2013—2014, включая победы над командами Румынии, Турции, Израиля, Хорватии, Бельгии, Швеции и Испании и выход в I Мировую группу; 2019—2022, включая победы над командами Дании, Украины, Словении, Турции, Швеции, Бразилии и Румынии и выход в групповой этап Мировой группы)
- Самая крупная победа — 3:0 по играм, 6:0 по сетам, 36:0 по геймам (Польша — Кения, 1991)
- Самый продолжительный матч — 9 часов 34 минуты (Польша — Бельгия 2:3, 2010)
  - Наибольшее количество геймов в матче — 125 (Польша — Бельгия 2:3, 2010)
- Самая продолжительная игра — 2 часа 58 минут ( Агнешка Радваньская —  Янина Викмайер 6:1, 6:76, 5:7, 2010)
  - Наибольшее количество геймов в игре — 35 ( Катажина Новак —  Каталина Линдквист 7:64, 6:74, 6:3, 1992)
- Наибольшее количество геймов в сете — 14 ( Л. Веннебур/А. Сурбек —  Д. Вечорек/Б. Ольшевская 8:6, 7:5, 1968)

- Наибольшее количество сезонов в сборной — 16 (Алиция Росольская)
- Наибольшее количество матчей за сборную — 41 (Алиция Росольская)
- Наибольшее количество игр за сборную — 53 (Агнешка Радваньская, 42-11)
- Наибольшее количество побед в играх — 42 (Агнешка Радваньская, 42-11)
  - В одиночном разряде — 34 (Агнешка Радваньская, 34-9)
  - В парном разряде — 28 (Алиция Росольская, 28-13)
- Самая успешная пара — 14 побед (Алиция Росольская / Клаудиа Янс-Игначик, 14-8)
- Самая молодая теннисистка — 15 лет и 141 день (Урсула Радваньская, 26 апреля 2006)
- Самая возрастная теннисистка — 37 лет и 134 дня (Алиция Росольская, 14 апреля 2023)

## Состав в 2023 году
- Катажина Кава
- Мартина Кубка
- Магда Линетт
- Алиция Росольская
- Вероника Фальковская
- Магдалена Френх

Капитан: Давид Цельт

## Недавние матчи

### Групповой этап Мировой группы, 2023
| Испания 2 | Олимпийский стадион, Севилья, Испания 10 ноября 2022 Хард(i) | Олимпийский стадион, Севилья, Испания 10 ноября 2022 Хард(i)          | Польша 1 |      |          |  |
| \| \| \| \| 1 \| 2 \| 3 \| \| \| - \| \| --------------------------------------------------------------------- \| ---- \| ---- \| -------- \| \| \| 1 \| \| Ребека Масарова Катажина Кава \| 2 6 \| 6 3 \| 6 2 \| \| \| 2 \| \| Сара Соррибес Тормо Магда Линетт \| 7 65 \| 6 3 \| \| \| \| 3 \| \| Марина Бассольс Рибера / Кристина Букша Катажина Кава / Мартина Кубка \| 0 6 \| 7 62 \| [3] [10] \| \| |                                                              |                                                                       |          |      |          |  |
| |                                                              |                                                                       | 1        | 2    | 3        |  |
| 1 | Испания · Польша                                             | Ребека Масарова Катажина Кава                                         | 2 6      | 6 3  | 6 2      |  |
| 2 | Испания · Польша                                             | Сара Соррибес Тормо Магда Линетт                                      | 7 65     | 6 3  |          |  |
| 3 | Испания · Польша                                             | Марина Бассольс Рибера / Кристина Букша Катажина Кава / Мартина Кубка | 0 6      | 7 62 | [3] [10] |  |

| Канада 3 | Олимпийский стадион, Севилья, Испания 9 ноября 2022 Хард(i) | Олимпийский стадион, Севилья, Испания 9 ноября 2022 Хард(i)           | Польша 0 |     |     |  |
| \| \| \| \| 1 \| 2 \| 3 \| \| \| - \| \| --------------------------------------------------------------------- \| --- \| --- \| --- \| \| \| 1 \| \| Марина Стакушич Магдалена Френх \| 4 6 \| 7 5 \| 6 3 \| \| \| 2 \| \| Лейла Фернандес Магда Линетт \| 6 2 \| 6 3 \| \| \| \| 3 \| \| Габриэла Дабровски / Эжени Бушар Катажина Кава / Вероника Фальковская \| 6 2 \| 6 3 \| \| \| |                                                             |                                                                       |          |     |     |  |
| |                                                             |                                                                       | 1        | 2   | 3   |  |
| 1 | Канада · Польша                                             | Марина Стакушич Магдалена Френх                                       | 4 6      | 7 5 | 6 3 |  |
| 2 | Канада · Польша                                             | Лейла Фернандес Магда Линетт                                          | 6 2      | 6 3 |     |  |
| 3 | Канада · Польша                                             | Габриэла Дабровски / Эжени Бушар Катажина Кава / Вероника Фальковская | 6 2      | 6 3 |     |  |